# Replicant
|  | Per a altres significats, vegeu «Replicant (desambiguació)». |

Un replicant és un ésser biorobòtic, un producte d'enginyeria genètica, encunyat per al film Blade Runner, dirigit per Ridley Scott l'any 1982. A la pel·lícula, els replicants de la sèrie "Nexus" (produïts per l'empresa Tyrell Corporation) són virtualment idèntics a un ésser humà adult, però amb una força, agilitat i intel·ligència superior i variable depenent del model. A causa de la seva similitud amb els humans, els replicants només poden ésser identificats mitjançant el test Voight-Kampff, una sèrie de preguntes dirigides a detectar l'absència d'emocions.
L'origen del concepte, cal cercar-lo en la novel·la en anglès Somien els androides amb ovelles elèctriques? de Philip K. Dick, que va inspirar Blade Runner. A la novel·la, però, es fa servir el terme androide i no pas el de replicant. Va ser Ridley Scott qui van insistir en la necessitat d'utilitzar un terme nou.